# Braungraue Flechteneule
Die Braungraue Flechteneule (Cryphia fraudatricula) ist ein Schmetterling (Nachtfalter) aus der Familie der Eulenfalter (Noctuidae). Der Artname leitet sich von dem lateinischen Wort fraudatricula, dem Diminutiv Femininum von fraudator (Betrüger) ab, was demnach so viel wie „kleine Betrügerin“ oder „Täuscherin“ bedeutet und dürfte sich auf die täuschende Tarntracht der Falter beziehen.

## Merkmale

### Falter
Die Falter erreichen eine Flügelspannweite von 24 bis 30 Millimetern. Ihre Vorderflügel sind schmal und auf der Oberseite braungrau gefärbt. Das geringfügig verdunkelte Mittelfeld ist von geschwungenen schwarzen Querlinien, die leicht weißlich angelegt sind, begrenzt und zuweilen schwach rötlich überstäubt. Makel sind meist verwischt und undeutlich. Die Hinterflügeloberseite ist zeichnungslos graubraun gefärbt.

### Raupe
Erwachsene Raupen sind grünlich bis braungrau gefärbt. Die weißliche Rückenlinie ist mehrfach schwarz unterbrochen, die Nebenrückenlinien sind aus schwärzlichen Flecken gebildet.  Der dunkle Seitenstreifen ist bauchseits hell angelegt. Der braungelbe Kopf zeigt zwei schwarzbraune Bogenstriche.

### Ähnliche Arten
Bei der Olivgrünen Flechteneule (Cryphia receptricula) sind die Vorderflügel weniger schmal. Frisch geschlüpfte Exemplare zeigen einen leicht grünlichen Schimmer.

## Verbreitung und Vorkommen
Die Braungraue Flechteneule kommt vor allem in Ost- und Mitteleuropa, außer in Frankreich verbreitet vor, in Deutschland lokal im Osten und Süden bis zum Rhein. Richtung Osten erreicht die Art das Kaspische Meer. Eine isolierte Population ist aus Zentralchina bekannt. Hauptlebensraum sind Felsgebiete, Auwälder mit alten Bäumen sowie Gärten mit Bretterzäunen.

## Lebensweise
Die Falter sind nachtaktiv, fliegen von Juni bis August und leben sehr unauffällig. Von mit Flechten bewachsenen Felsen oder Baumstämmen heben sie sich kaum ab. Sie besuchen zuweilen künstliche Lichtquellen. Die Raupen ernähren sich von Flechten und Algen. Da sie nur feuchte und leicht aufgeweichte Nahrung annehmen, fressen sie überwiegend in den frühen Morgenstunden, wenn die Flechten von Tau benetzt sind. Sie überwintern und verpuppen sich im Mai des folgenden Jahres.